# Jasus

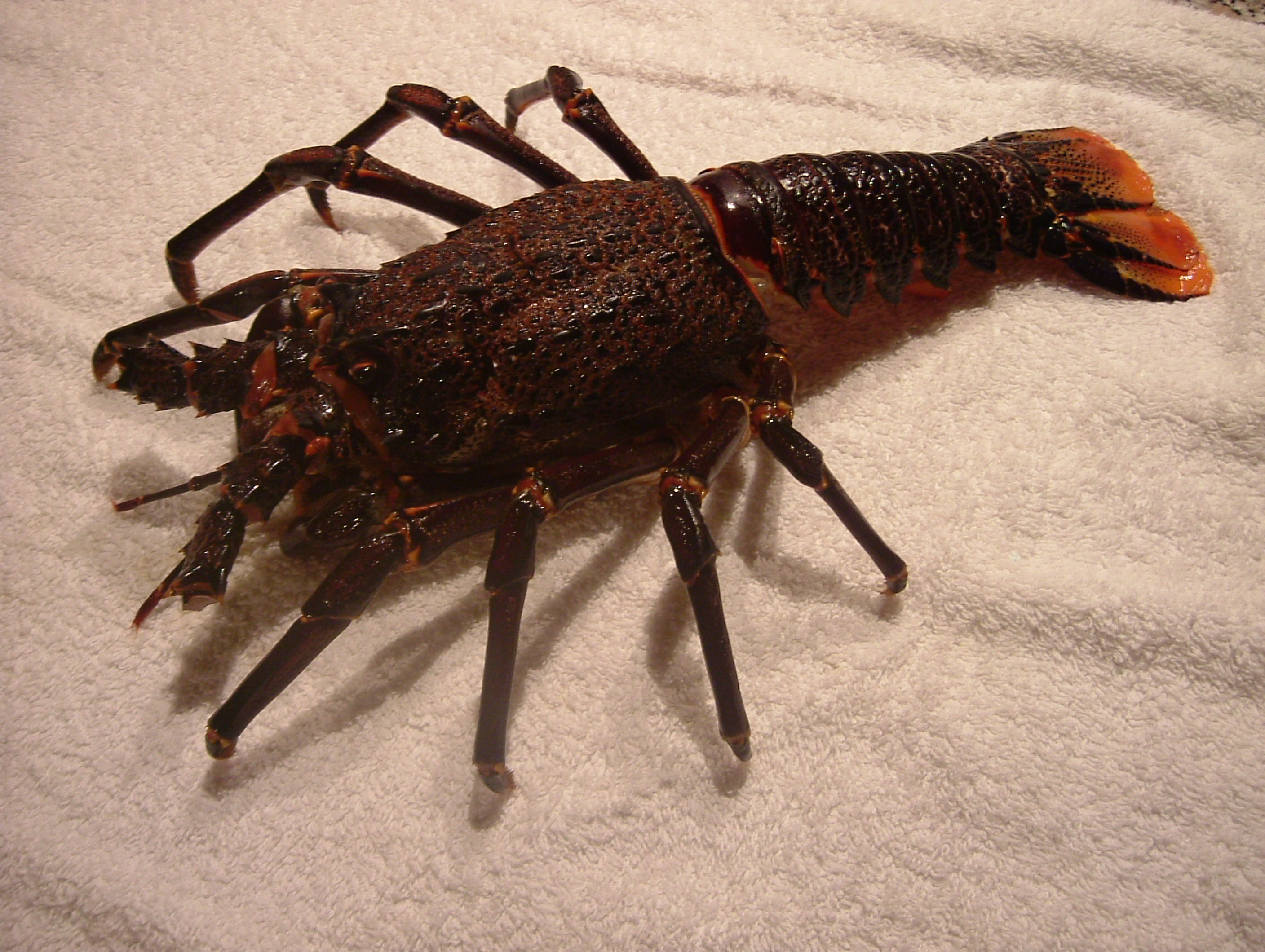
Jasus lalandii

Jasus (лат.) — род съедобных лангустов (Palinuroidea) из отряда Десятиногие ракообразные.

## Распространение
Океаны Южного полушария.

## Описание
Все виды рода съедобны и добываются промышленными масштабами. Клешней нет, антенны длинные и гибкие. Стридуляционные органы отсутствуют (у других членов семейства они имеются). На головогруди имеется пара выступов.
Большинство из 4,6 млн австралийских долларов, получаемых рыбной промышленностью в штате Новый Южный Уэльс, приходится на виды Jasus verreauxi и Jasus edwardsii. Эти виды являются единственными представителями лангустов, встречающихся на побережье Новой Зеландии. Jasus lalandii это наиболее важный коммерческий вид лангустов на юге и юго-западе Африки.

## Систематика
7 современных видов и 1 ископаемый. Вид Jasus verreauxi некоторые зоологи рассматривают как единственный вид (Sagmariasus erreauxi) монотипного рода Sagmariasus, по причине отсутствия морщинистого скульптированного покрытия брюшка (имеющегося у других видов рода).
- Jasus edwardsii (Hutton, 1875) — Южная Австралия — Виктория, Южная Австралия & Тасмания. Южный остров (Новая Зеландия).
- Jasus frontalis (H. Milne-Edwards, 1837) — Острова Хуан-Фернандес (Чили), Islas Desventuradas
- Jasus jlemingi (Glaessner, 1960) — ископаемый вид из Миоцена (Новая Зеландия) [7]
- Jasus lalandii (H. Milne-Edwards, 1837) — Южная Африка (Намибия — Algoa Bay, ЮАР)
- Jasus novaehollandiae Holthuis, 1963 — Австралия (Западная Австралия — Новый Южный Уэльс)
- Jasus paulensis (Heller, 1862) — Сен-Поль и Амстердам (остров, Индийский океан)
- Jasus tristani Holthuis, 1963 — Тристан-да-Кунья (острова)
- Jasus verreauxi (H. Milne-Edwards, 1851) — Новая Зеландия (особенно Северный остров (Новая Зеландия), Чатем (архипелаг), Австралия (от Квинсленда до Виктории, Тасмания)